# Indianában történt légi közlekedési balesetek listája
Az Indiana államban történt légi közlekedési balesetek listája az Amerikai Egyesült Államok Indiana államában történt halálos áldozattal járó, illetve a kisebb balesetek, meghibásodások miatt történt, gyakran csak az adott légiforgalmi járművet érintő baleseteket is tartalmazza évenkénti bontásban.

## Indianában történt légi közlekedési balesetek

### 1960
- 1960. március 17., Tobin Township közelében. A Northwest Orient Airlines légitársaság 710-es járata, egy Lockheed L–188 Electra típusú, N121US lajstromjelű utasszállító repülőgép darabokra hullott a levegőben és lezuhant. A gép 57 utasa és 6 fős személyzete életét vesztette.[1][2][3]

### 1969
- 1969. szeptember 9., Fairland közelében. A levegőben összeütközött az Allegheny Airlines 853-as számú járata, egy McDonnell Douglas DC–9 típusú, N988VJ lajstromjelű utasszállító repülőgép és egy magántulajdonú Piper PA–28-140 típusú, N7374J lajstromjelű kisrepülőgép. Az utasszállítón tartózkodó 78 utas és 4 fős személyzet tagjai közül mind a 82-en életüket vesztették, valamint a Piper pilótája is elhunyt a baleset következtében.[4][5]

### 1977
- 1977. december 13., Evansville, Evansville-i nemzetközi repülőtér. Az Air Indiana 216-os járata, egy Douglas DC–3 típusú, N51071 lajstromjelű utasszállító repülőgépe felszállás közben lezuhant. A gépen utazó 26 fő és a háromfős személyzet minden tagja életét vesztette a balesetben.[6][7]

### 1987
- 1987. október 20., Indianapolis, Indianapolisi Regionális Repülőtér mellett a Ramada hotellánc épülete. Az Amerikai Egyesült Államok Légierejének 69-6207 oldalszámú, A-7D Corsair II típusú repülőgépe meghibásodás miatt kényszerleszállást kísérelt meg, melynek során a Ramada hotellánc épületébe csapódott. A gép pilótája katapultált és túlélte a balesetet. A balesetben a hotelben tartózkodók közül 10 fő vesztette életét.[8][9]

### 1994
- 1994. október 31., Roselawn közelében. Az Envoy Air vállalat által használt, ám a Simmons Airlines flottájához tartozó 4184-es járat, egy ATR 72–212 típusú utasszállító repülőgépén a légköri jegesedés miatt elvesztették a pilóták a kontrollt a gép felett és az lezuhant. A gép 64 utasa és 4 fős személyzete életét vesztette.[10]

### 2018
- 2018. január 27., West Lebanon közelében. Egy kisrepülőgép földnek csapódott egy lakott területektől távol eső vidéken. A balesetben a gép 68 éves pilótája életét vesztette.[11]

### 2019
- 2019. május 23., Indianapolis, az Indianapolisi Regionális Repülőtértől északkeletre. Lezuhant a felszállást követően egy Cessna Citation 550 típusú repülőgép. A gép fedélzetén tartózkodó két fő életét vesztette.[12]